# Internationale code voor het uitgebreide inspectieprogramma tijdens inspecties van bulkvervoerders en olietankschepen
De Internationale code voor het uitgebreide inspectieprogramma tijdens inspecties van bulkvervoerders en olietankschepen (International Code on the Enhanced Programme of Inspections during Surveys of Bulk Carriers and Oil Tankers, ESP-code) is de SOLAS-standaard op het gebied van inspecties van bulkcarriers en olietankers. Met resolutie A.1049(27) werd op 30 november 2011 bepaald dat de code op 1 januari 2014 van kracht zou worden. Met de code werden de richtlijnen uit 1993 vervangen.